# Rosa 'May Queen'
'May Queen' (el nombre del obtentor registrado 'May Queen'), es un cultivar de rosa moderna de jardín trepador que fue conseguido en Estados Unidos por el rosalista estadounidense Van Fleet en 1898.

## Descripción
'May Queen' es una rosa moderna de jardín de porte trepador, cultivar del grupo Híbrido Wichurana.
El cultivar procede del cruce de Rosa wichuraiana Crép. syn. x 'Madame de Graw'.
Las formas arbustivas del cultivar tienen porte arbustivo y alcanza de 455 a 915 cm de alto con 305 cm de ancho. Las hojas son lisas de color verde oscuro y brillante, con denso follaje.
Sus delicadas flores de color rosa coral. Fragancia fuerte a manzana y frutal. Flores medianas de 3". Flor media plena de 26 a 40 pétalos. Floración en cuartos.
Florece una sola vez en primavera o en verano.

## Origen
El cultivar fue desarrollado en Estados Unidos por el prolífico rosalista estadounidense Van Fleet en 1898. 'May Queen' es una rosa híbrida tetraploide con ascendentes parentales de Rosa wichuraiana Crép. syn. x 'Madame de Graw'.
El obtentor fue registrado bajo el nombre cultivar de 'May Queen' por Van Fleet en 1898 y se le dio el nombre comercial de 'May Queen'.
La rosa fue conseguida en Estados Unidos por el Dr. Walter Van Fleet antes de 1898 e introducida en el mercado estadounidense por la "Conard & Jones" en 1898 como 'May Queen'.

## Cultivo
Aunque las plantas están generalmente libres de enfermedades, es posible que sufran de punto negro en climas más húmedos o en situaciones donde la circulación de aire es limitada.
Las plantas toleran media sombra, a pesar de que se desarrollan mejor a pleno sol. En América del Norte son capaces de ser cultivadas en USDA Hardiness Zones 4b a 9b. La resistencia y la popularidad de la variedad han visto generalizado su uso en cultivos en todo el mundo.
Puede ser utilizado para cubresuelos de jardín. Vigorosa. En la poda de Primavera es conveniente retirar las cañas viejas y madera muerta o enferma y recortar cañas que se cruzan. En climas más cálidos, recortar las cañas que quedan en alrededor de un tercio. En las zonas más frías, probablemente hay que podar un poco más que eso. Requiere protección contra la congelación de las heladas invernales.